# Camí Vell de Constantí
El Camí Vell de Constantí és un camí del terme de Reus que unia aquesta població amb la de Constantí.
Era a la Grassa, i arrencava a la Riera de la Quadra damunt del Mas de Vidal, passava per sota del Mas de Valero i anava fins al Rec de la Grassa, damunt del Mas del Nadal, d'alguna manera paral·lel al Camí del Mas de la Sena per la seva banda sud. Actualment s'ha convertit en la carretera de Constantí en quasi la seva totalitat.